# 加賀爪直清
加賀爪 直清（かがつめ なおきよ）は、江戸時代前期の大名。加賀爪上杉家9代当主。武蔵国高坂藩2代藩主。姓は加々爪とも表記する。

## 生涯
寛永20年（1643年）、伊勢国神戸藩初代藩主・石川総長の次男として誕生。従兄・加賀爪直輔が万治3年（1660年）に早世したため、伯父・加賀爪直澄の養子となる。延宝7年（1679年）6月18日、養父の隠居により家督を継ぐ。
延宝9年（1681年）2月9日、旗本・成瀬正章との知行地境界問題で、幕府に提出した書類に誤りや矛盾があったために改易となるが、そもそもの原因は直澄が加増された時に境界を確認せず受け取ったからである。直澄は土佐新田藩4代藩主・山内豊昌に預けられ、直清は実兄の神戸藩2代藩主・石川総良にお預けになった。
貞享2年（1685年）10月4日に死去した。享年43。この前日、土佐で直澄が76歳で死去している。